# 14317 Antonov

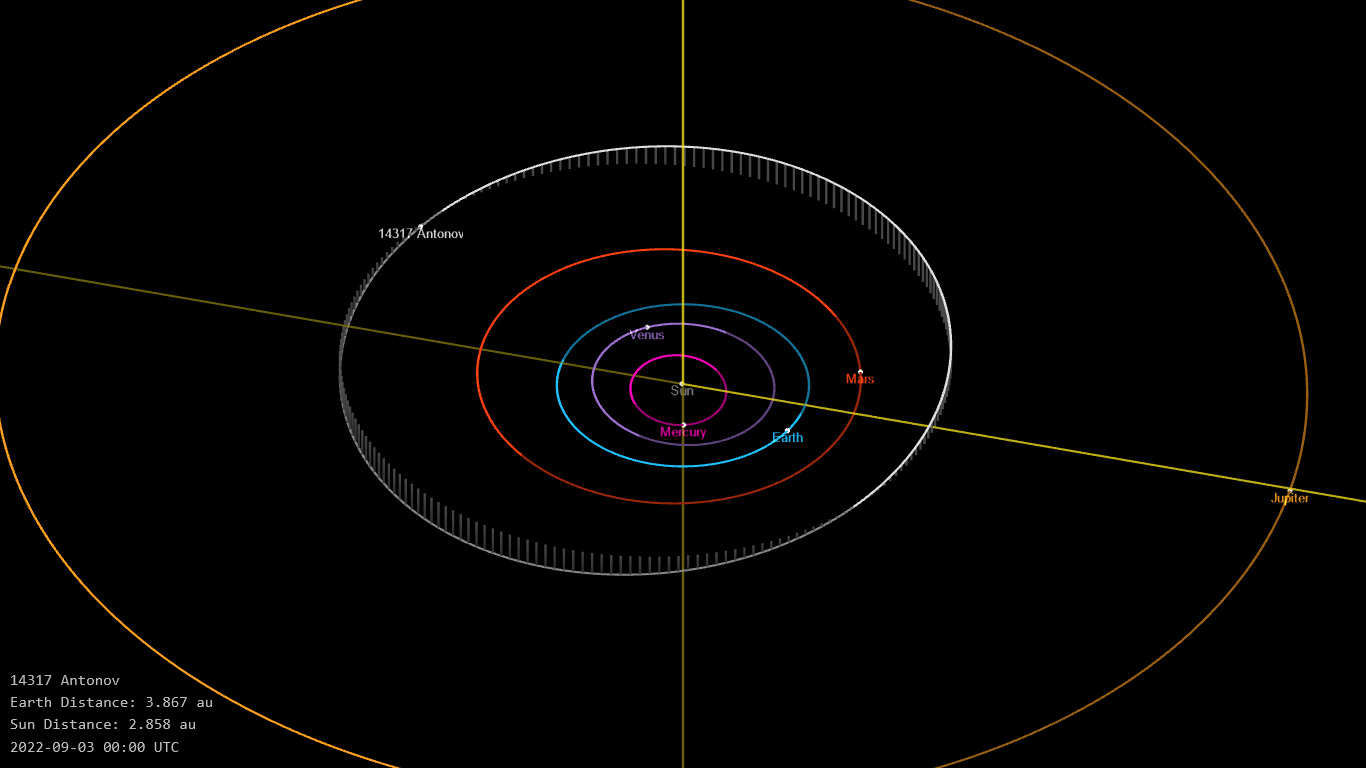

14317 Antonov è un asteroide della fascia principale. Scoperto nel 1978, presenta un'orbita caratterizzata da un semiasse maggiore pari a 2,4477750 UA e da un'eccentricità di 0,1706362, inclinata di 6,29283° rispetto all'eclittica.